# Aktienziegelei Eisenach
Die Aktienziegelei Eisenach war ein Ziegeleibetrieb in Eisenach und Stregda, der zeitweise als Aktiengesellschaft geführt wurde. Vorübergehend gehörte auch die Ziegelei Gerstungen zur Gesellschaft. Noch heute finden sich in Eisenach, insbesondere in der Südstadt sowie im Umland, zahlreiche gut erhaltene, mit Ziegeln aus der Eisenacher Produktion errichtete Häuser.

## Unternehmensgeschichte

### Eisenacher Ziegelei

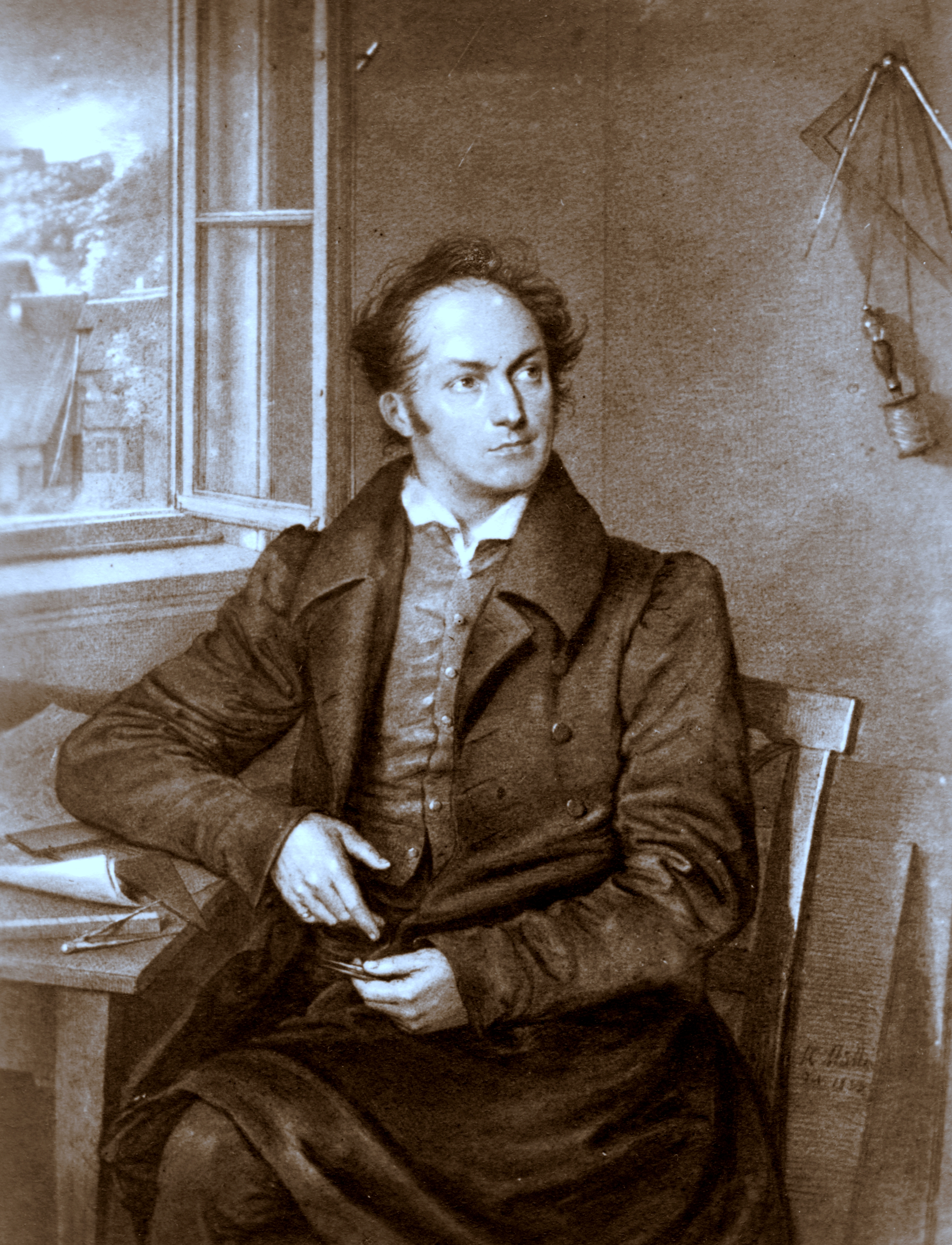
Johann Wilhelm Sältzer errichtete 1820 die erste Eisenacher Ziegelei (Heinrich Müller: Pastell, 1835)

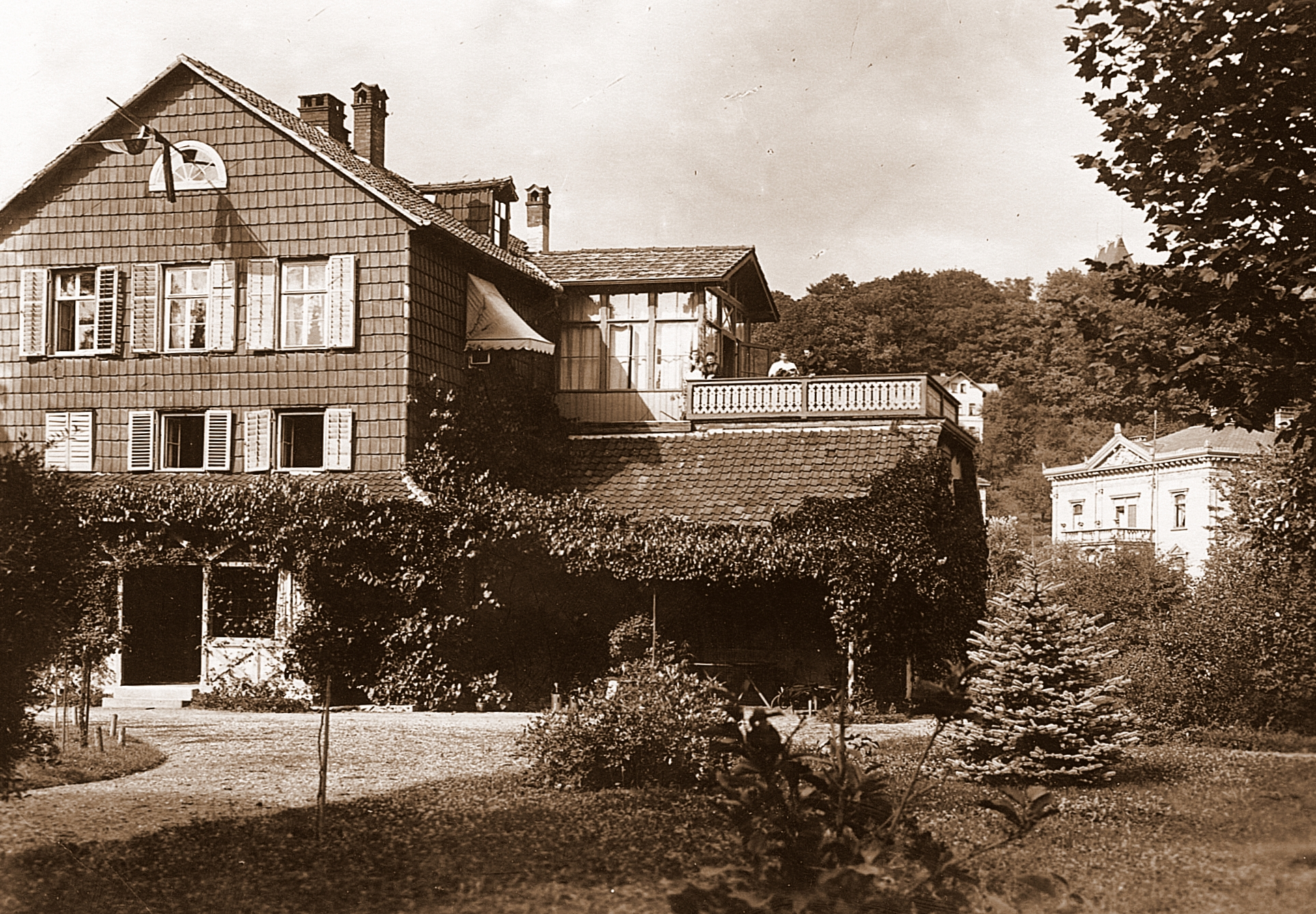
Wohnhaus der Familie Sältzer auf dem Gelände der Eisenacher Ziegelei mit dem damaligen Eingang Marienstraße 1 (heute Marienstr. 21). Im Hintergrund rechts oben die Turmdächer der Villa Pflugensberg

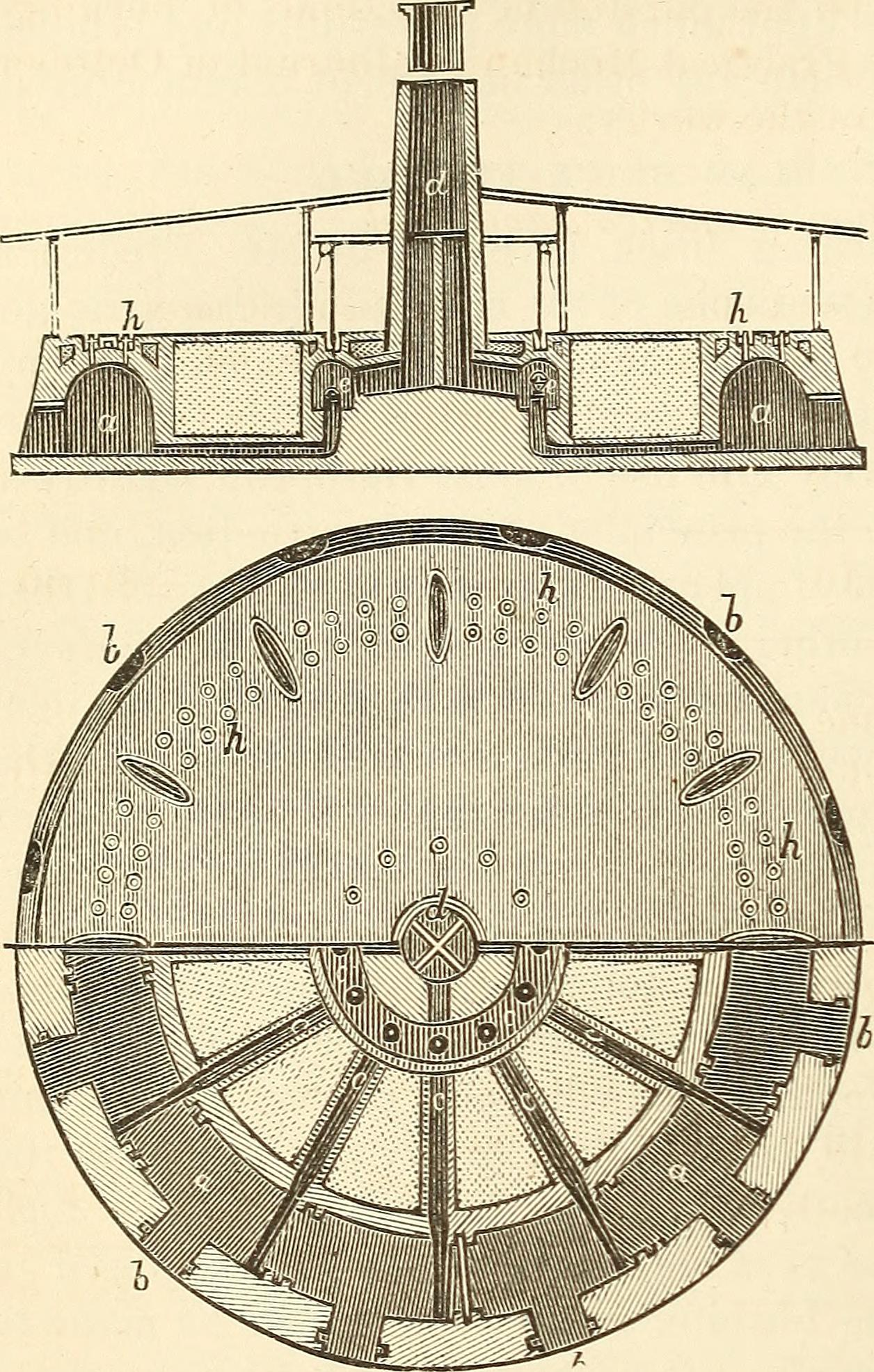
Prinzipschema des Hoffmannschen Ringofens in Eisenach

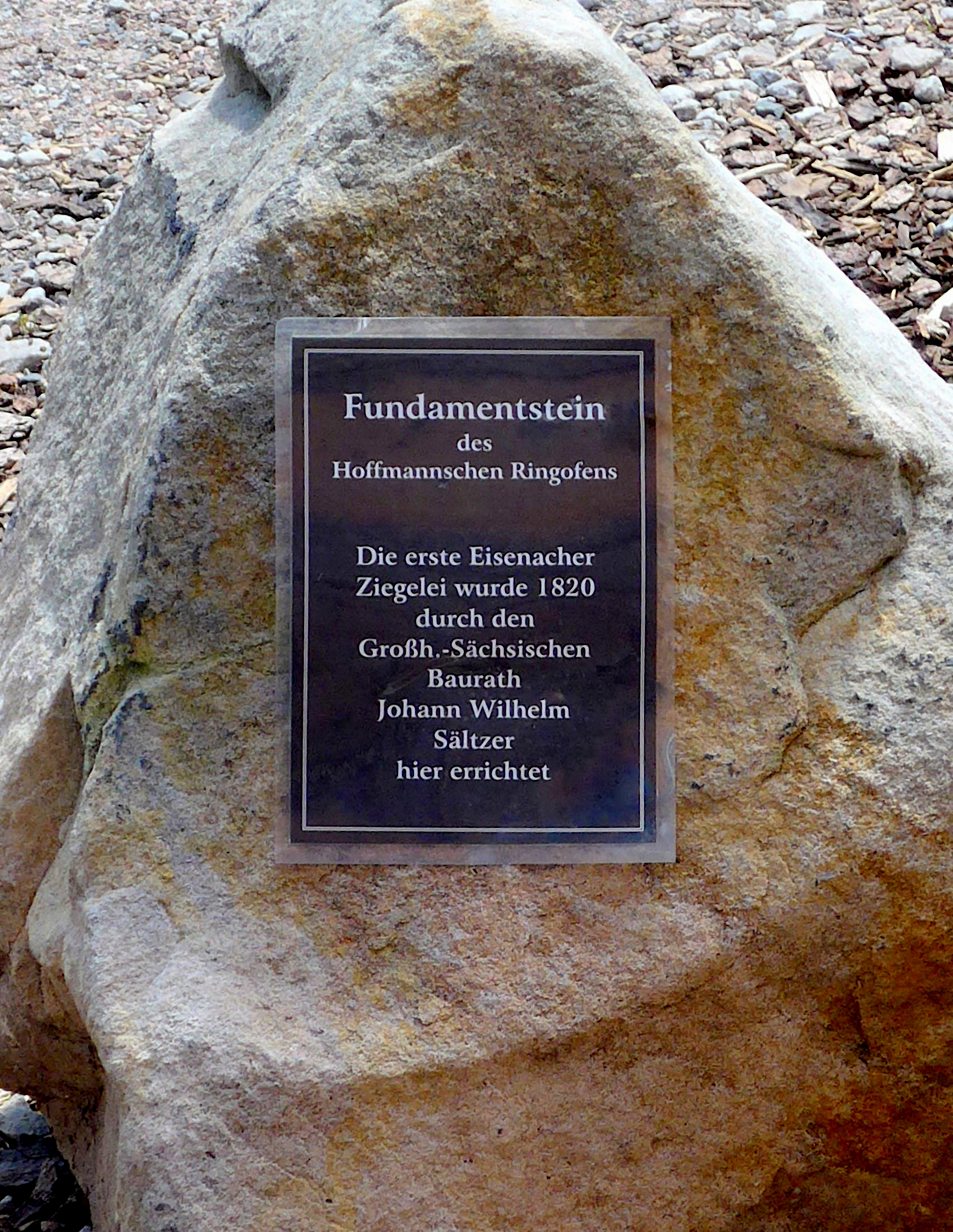
Erhaltener Fundamentstein des Ringofens, heute als Gedenkstein am ehemaligen Ziegeleieingang Marienstraße 21 aufgestellt

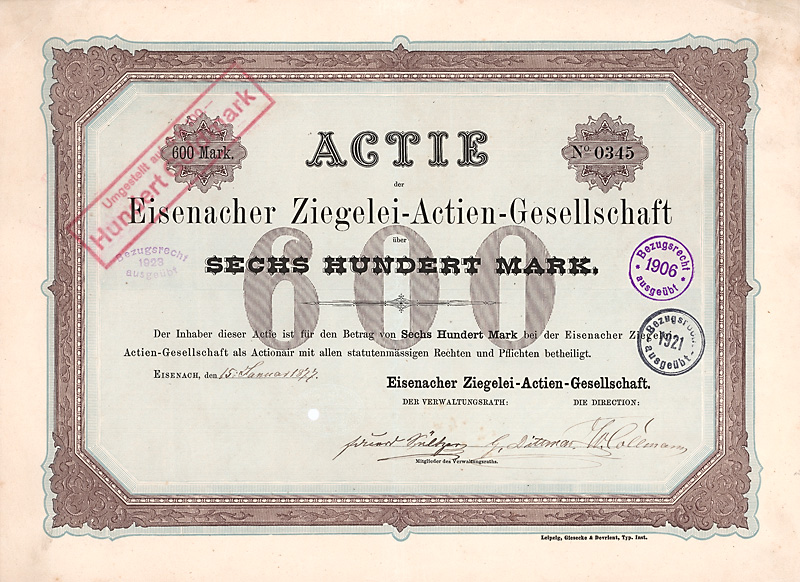
Aktie über 600 Mark der Eisenacher Ziegelei-AG vom 15. Januar 1877, unterschrieben von Eduard Sältzer

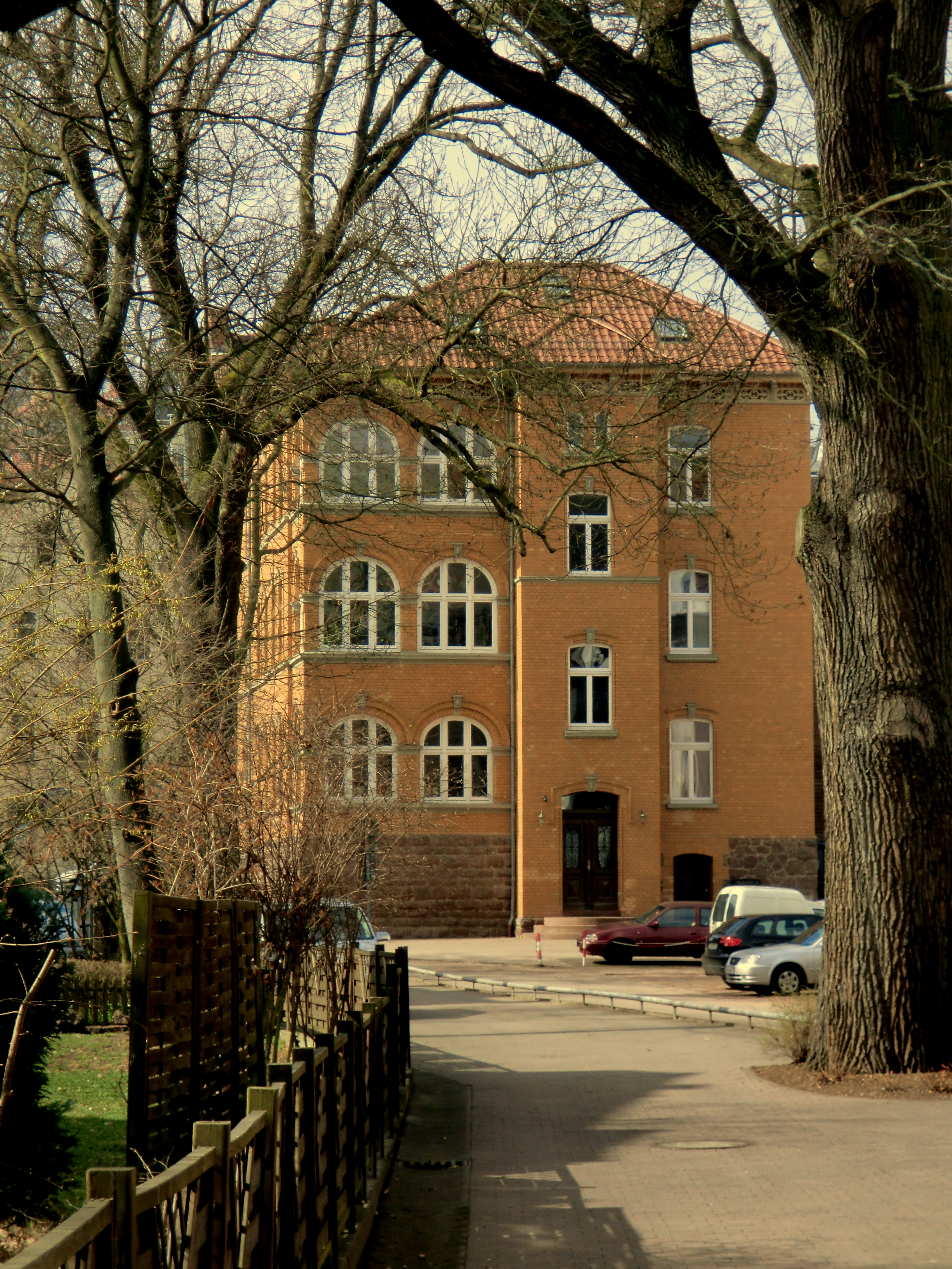
Die 1896 auf dem ehemaligen Gelände der Eisenacher Ziegelei erbaute Stadtvilla des Alfred Appelius wurde komplett mit Ziegel- und Klinkersteinen aus der Produktion der Ziegelei-Aktiengesellschaft errichtet. Diese Steine befinden sich auch noch nach über 100 Jahren in einem hervorragenden Zustand

1820 gründete der Großherzogliche Baurat Johann Wilhelm Sältzer die erste Eisenacher Ziegelei, die er auf seinem Grundstück südlich der ehemaligen Stadtmauer zwischen der Karthäuserstraße, heute Wartburgallee, und der Marienstraße, zusammen mit einem Wohnhaus errichtete. 1827 erhielt er vom Großherzog Carl August ein auf 20 Jahre angelegtes Privileg, das bestimmte, dass sich im Eisenachischen Unterlande keine weiteren Ziegelbrennereien ansiedeln durften. Verbunden war dieses Privileg mit der Bedingung, dass Sältzer fortwährend einen Vorrat von wenigstens „50.000 Stück vorschriftsmäßiger Ziegel“ bereithalten müsse.

„Carl August von Gottes Gnaden Großherzog zu Sachsen, pp: Es ist Uns aus dem Bericht Unserer Landes-Direktion vom 21sten März 1827. vorgetragen worden, was der Baurath Sältzer, zu Eisenach, rücksichtlich seiner Ziegelbrennerey zu Eisenach vorgestellt u. um welches Privilegium derselbe gebeten hat.
Nachdem Wir hierauf in Gnaden beschloßen haben, diesem Gesuch in soweit zu fügen, daß von jetzt an bis zum Ende des Jahres 1847. im Eisenachischen Unterlande, d. h. im fünften Landrathsbezirk, keine neue Berechtigung zur Anlegung und zum Betrieb einer Ziegelbrennerey ertheilt werden soll, jedoch unbeschadet aller jetzt schon bestehenden Befugniße und unter der Voraussetzung, daß der Baurath Sältzer seinem Versprechen, fortwährend einen Vorrath von wenigstens 50.000 Stück vorschriftsmäßiger Ziegeln bereit zu halten, gehörig nachkommen werde; so weisen Wir Unsere Landes-Direktion gnädigst an, den Baurath Sältzer zu seiner Beruhigung und Sicherstellung von dieser Unserer Entschließung in Kenntniß zu setzen.
Daran geschieht Unser Wille und Wir bleiben der Landes-Direktion gewogen.
Weimar, 13. April 1827. Gez.: Carl August, G. z. S.“

### Hoffmannscher Ringofen
Die Ziegelei expandierte und stellte fortan die für die Bebauung der aufstrebenden Stadt Eisenach benötigten Ziegel her. Um 1850 übernahm Johann Wilhelm Sältzers Sohn, der Baumeister und Architekt Eduard Sältzer die Leitung der Ziegelei. Er erkannte den Wert des 1859 patentierten  Hoffmannschen Ringofens, ließ einen solchen vier Jahre später als den ersten in Thüringen auf dem Grundstück der Ziegelei errichten und trug in Verbindung mit dem Erfinder wesentlich zu dessen Weiterverbreitung bei. Viele Ringofenbesitzer aus ganz Deutschland erhielten von Sältzer Rat und Anleitung über den Betrieb und Behandlung des Ofens, mit dem er gleichzeitig Voll- und Halbsteine, Drainröhren und Dachziegel, Gips, Kalk und Zement ohne Probleme brennen konnte. Nachdem die Ziegelei einen großen Aufschwung genommen hatte, wurde sie vergrößert und in die unter Sältzers Leitung stehende Eisenacher Actien-Ziegelei überführt.

### Dampfziegelei Drewes
Am nördlichen Stadtrand von Eisenach und westlich des heutigen Ortsteiles Stregda am Nordosthang des Moseberges wurden ab den 1830er Jahren Lehm- und Tonvorkommen erschlossen, um die nahegelegene Stadt mit Baumaterial zu versorgen. 1838 wurde die Dampfziegelei Stregda am südlichen Ortsrand des Ortes von dem Unternehmer H. Drewes gegründet.

### Eisenacher Ziegelei-Aktien-Gesellschaft
1864 gründete der Geologe Johann Georg Bornemann  die Eisenacher Ziegelei-Actien-Gesellschaft an der Mühlhäuser Straße im Norden von Eisenach. Beim Abbau von Ton bei Stregda wurden in den 1870er Jahren umfangreiche Reste einer bandkeramischen Siedlung entdeckt und durch Johann Georg Bornemann systematisch freigelegt und untersucht. Nach der Fusion mit der Eisenacher Ziegelei Sältzer ging die Leitung der Aktien-Gesellschaft bis zu seinem Tod im Jahre 1880 an Eduard Sältzer über.
Nach dem Erwerb der Ziegelei Gerstungen firmierte das Unternehmen ab 1909 als Klosterziegelei Eisenach-Gerstungen AG mit Sitz in Eisenach. 1914 wurde die Geschäftsleitung nach Gerstungen verlegt. Der Beginn des Ersten Weltkrieges sorgte für einen Umsatzeinbruch, zahlreiche Mitarbeiter der Firma wurden zum Kriegsdienst eingezogen. Nachdem seit 1914 Verluste eingefahren wurden, stand 1916 die Liquidation des Unternehmens zur Diskussion.
Das Werk in Gerstungen fiel 1935 einem Großbrand zum Opfer, wurde aber umgehend wiederaufgebaut. 1937 kaufte die Aktienziegelei die Stregdaer Ziegelei für 750.000 Reichsmark auf, deren Betriebsführung sie bereits 1924 übernommen hatte.

### VEB Thüringer Dachziegelwerke und Stilllegung
1953 wurden die Betriebe in Eisenach, Gerstungen und Stregda verstaatlicht und firmierten fortan unter dem Namen VEB (K) Thüringer Dachziegelwerke (ab 1979 Teil des Kombinats Bau- und Grobkeramik).
Nach der Wende wurde die Ziegelei an allen drei Standorten stillgelegt. Das Werk in der Mühlhäuser Straße wurde kurz darauf komplett abgerissen und das Gelände mit einem Einkaufszentrum bebaut. Das Ziegeleigelände in Stregda ist als Ruine erhalten; auf einer Teilfläche entstand das Freizeitareal Eisenach Arena, welches von 2005 bis 2010 die überregional bekannte Großraumdiskothek MAD beherbergte. Die leerstehenden Gebäude brannten am 10. August 2024 nieder.

## Grubenbahn

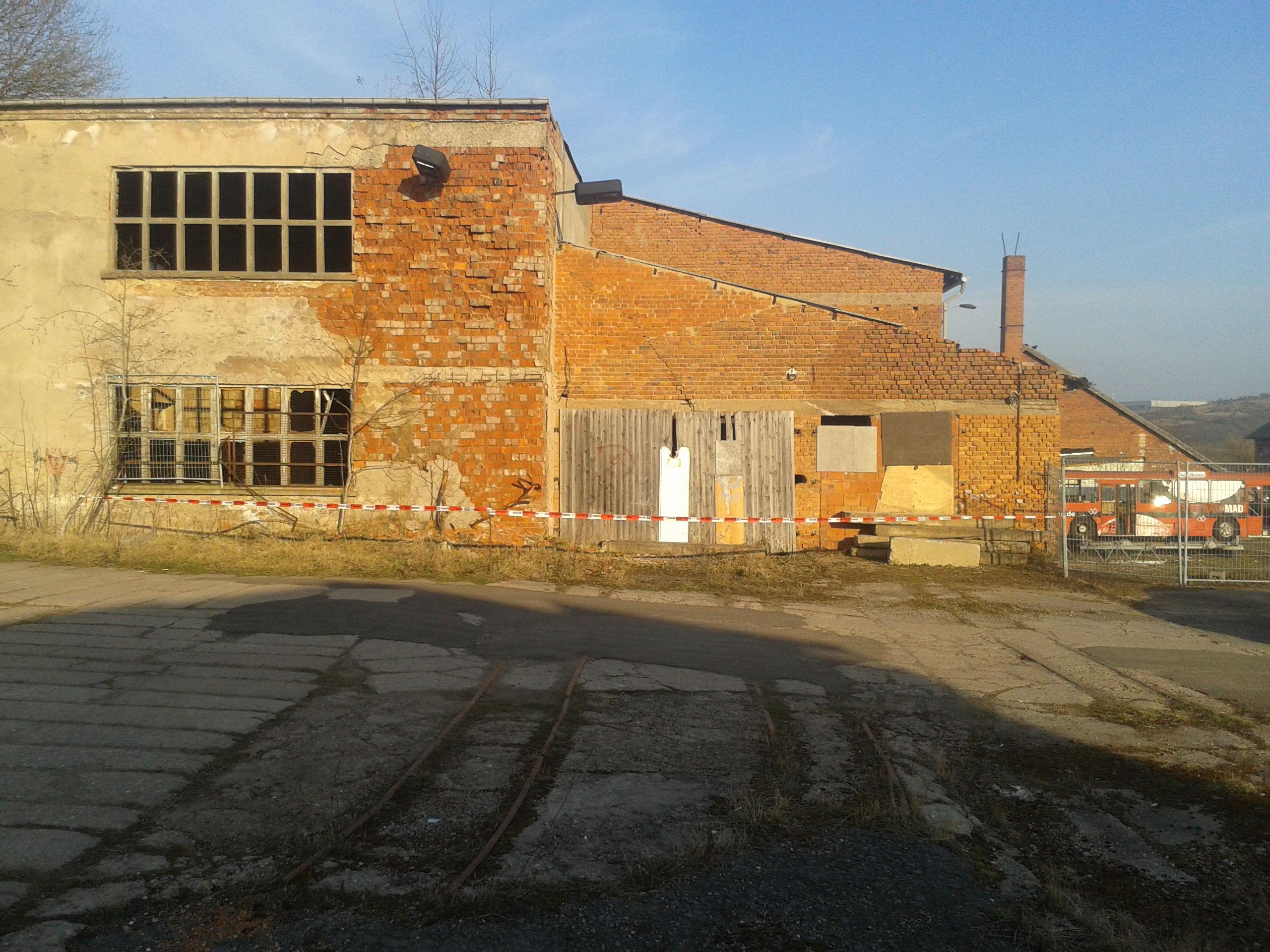
Ruinen der Ziegelei in Stregda mit letzten Gleisresten der Grubenbahn (März 2016)

Die Tongruben sowie die Betriebe in Stregda und in der Mühlhäuser Straße wurden ab Ende des 19. Jahrhunderts durch ein umfangreiches Gleisnetz einer schmalspurigen Grubenbahn für den Materialtransport miteinander verbunden, diese wurde zum Werk in Eisenach bis Ende der 1970er Jahre, zwischen der Tongrube und dem Werk Stregda bis Ende der 1980er Jahre betrieben. Den Verkehr zum Werk Eisenach unterbrach ab 1978 der Bau des Wohngebietes Eisenach-Nord; der Betrieb zwischen der Tongrube und dem Werk Stregda wurde bis zum Ende des Betriebes im Jahr 1990 aufrechterhalten.